# Петля
Петля (на сръбски: Петља) е археологически обект, разположен в непосредствена близост до крепостта „Момчилов град“, Пирот. Открита е при строежа на градската инфраструктура.
През 1989 г. са открити останки от крепостна стена, крепостна кула, раннохристиянска базилика и порта. Стените са с височина 3,5 m и широчина 1,6 m. Кулата е с подковообразна форма и има размери 7 на 6 m. За изграждане на зидовете е използвана техниката opus mixtum. След провеждането на проучвателните дейности, е установено, че обекта е строен между II и VI век.
Раннохристиянската базилика не е напълно проучена. Нейните размери са 10 на 30 m. Стените ѝ са с широчина 1,8 m, а максималната запазена височина е 1,5 m. През средновековието върху нейните останки е изградена по-малка базилика.
Южно от Петля са открити останки от римски терми и вили.

## Галерия
- Останки от Петля